# Harlessem (Dorf)
Harlessem war ein Dorf im heutigen Stadtgebiet von Hildesheim.
Harlessem ging vermutlich im 14. Jahrhundert durch Abwanderung der Bewohner unter anderem in die Hildesheimer Neustadt unter. Die zum Amt Losebeck gehörige Flur der eine knappe Wegstunde südlich der Neustadt auf dem Höhenrand des Innerstetals unterhalb der Burg Marienburg gelegenen Siedlung wurde im Herbst 1422 von Eckehard von Hanensee, der als Hildesheimer Dompropst sowohl Grundherr von Losebeck als auch Stadtherr der Neustadt war, letzterer zur Nutzung übertragen. Die Knappheit von Weideland für die Bewohner der Neustadt wurde dadurch etwas gemildert.
Aus Harlessem stammt dem Namen nach die Hildesheimer Bürgermeisterfamilie von Harlessem; nach dieser – und nicht nach der Ortschaft – wurde 1908 die Hildesheimer Harlessemstraße benannt. Aus der Familie von Harlessem stammten auch die beiden Erbauer des Tempelhauses, Roleff und Eggert von Harlessem.